# Campionati europei di short track - Staffetta maschile
La gara della staffetta maschile è una delle prove disputate durante i campionati europei di short track dal 1997 ad oggi.

## Albo d'oro
| Anno | Oro                 | Argento             | Bronzo              |
| ---- | ------------------- | ------------------- | ------------------- |
| 1997 | Gran Bretagna       | Paesi Bassi         | Italia              |
| 1998 | Gran Bretagna       | Italia              | Paesi Bassi         |
| 1999 | Italia              | Paesi Bassi         | Gran Bretagna       |
| 2000 | Italia              | Gran Bretagna       | Francia             |
| 2001 | Italia              | Gran Bretagna       | Ungheria            |
| 2002 | Italia              | Belgio              | Germania            |
| 2003 | Italia              | Gran Bretagna       | Francia             |
| 2004 | Italia              | Russia              | Germania            |
| 2005 | Germania            | Paesi Bassi         | Ucraina             |
| 2006 | Italia              | Francia             | Germania            |
| 2007 | Germania            | Ungheria            | Gran Bretagna       |
| 2008 | Italia              | Gran Bretagna       | Francia             |
| 2009 | Italia              | Paesi Bassi         | Ungheria            |
| 2010 | Italia              | Germania            | Gran Bretagna       |
| 2011 | Paesi Bassi         | Russia              | Gran Bretagna       |
| 2012 | Paesi Bassi         | Russia              | Germania            |
| 2013 | Russia              | Paesi Bassi         | Ungheria            |
| 2014 | Russia              | Paesi Bassi         | Germania            |
| 2015 | Russia              | Ungheria            | Paesi Bassi         |
| 2016 | Paesi Bassi         | Ungheria            | Gran Bretagna       |
| 2017 | Paesi Bassi         | Russia              | Italia              |
| 2018 | Paesi Bassi         | Russia              | Ungheria            |
| 2019 | Ungheria            | Paesi Bassi         | Russia              |
| 2020 | Russia              | Paesi Bassi         | Italia              |
| 2021 | Paesi Bassi         | Italia              | Russia              |
| 2022 | Edizione cancellata | Edizione cancellata | Edizione cancellata |
| 2023 | Paesi Bassi         | Italia              | Polonia             |
| 2024 | Paesi Bassi         | Belgio              | Polonia             |
| 2025 | Italia              | Polonia             | Belgio              |

## Medagliere complessivo
Aggiornato al 2025
| Pos.   | Paese       | Oro | Argento | Bronzo | Totale |
| ------ | ----------- | --- | ------- | ------ | ------ |
| 1      | Italia      | 11  | 3       | 3      | 17     |
| 2      | Paesi Bassi | 8   | 8       | 2      | 18     |
| 3      | Russia      | 4   | 5       | 2      | 11     |
| 4      | Regno Unito | 2   | 4       | 5      | 11     |
| 5      | Germania    | 2   | 1       | 5      | 8      |
| 6      | Ungheria    | 1   | 3       | 4      | 8      |
| 7      | Belgio      | 0   | 2       | 1      | 3      |
| 8      | Francia     | 0   | 1       | 3      | 4      |
| 9      | Polonia     | 0   | 1       | 2      | 3      |
| 10     | Ucraina     | 0   | 0       | 1      | 1      |
| Totale | Totale      | 28  | 28      | 28     | 84     |